# Pintabian
Pintabian är ett ganska nytt uttryck i hästvärlden och egentligen är en pintabian inget annat än ett arabiskt fullblod som fötts som skäck, vilket inte är en tillåten färg bland vanliga araber. Numera avlas dessa hästar dock fram som egna helt egna raser i USA. Pintabian måste ha minst 99% arabiskt blod i sig.

## Historia
Det arabiska fullblodets rasstandard säger att araber inte får vara skäckar och dessa hästar får helt enkelt inte bli registrerade som äkta araber, även om det då och då händer att ett arab-föl föds fläckigt. I USA tog man vara på dessa hästar och kallade dem pintabians. Man började avla fram skäckfärgade araber genom att korsa den alltid skäckfärgade painthästen med araber för att få fram en stam där de hästar som hade minst 90% arabiskt blod i sig fick registreras i Pintabian Horse Registry Inc. som startades 1992. Nu fick pintabian en rasstandard och regler om hur aveln skulle läggas upp. 
Genom att korsa araber med de pintabier som hade en speciell variant av skäckfärgen kallad tobiano fick man upp en grund för rasen. 1996 visades det första fölet vid en utställning i Minnesota. Reglerna har ändrats sedan dess och nu måste hästarna ha minst 99% arabiskt blod i sig, varpå avel med painthästarna numera är förbjuden.

## Egenskaper
Det som karaktäriserar pintabiern är att den helt enkelt är en skäckfärgad arab. Rasen måste ha tobianofärgen, med vilket menas att hästen har stora markerade fält i svart eller brunt på vit botten. Då pintabian i nästan alla avseenden är arabiska fullblod har de näst intill samma egenskaper. Uthållig, temperamentsfull och ädel. Men pintabian har ärvt lite av painthästarna genom att de är lite kraftigare i kroppen och är lite stabilare i lynnet. Nacken är lite välvd och huvudet ädelt. Rasen är säker på foten, atletisk och intelligent. 
Idag används rasen främst inom showridning, men även inom ridsport, westernridning och vanlig nöjesridning.